# Forrest Tucker (criminel)
Pour les articles homonymes, voir Forrest Tucker, Tucker et Forrest.
Forrest Silva "Woody" Tucker, né le 23 juin 1920 à Miami et mort le 29 mai 2004 à Fort Worth, est un criminel américain. Le film de 2018 The Old Man & the Gun, qui met en scène Robert Redford dans le rôle de Tucker, est basé sur sa vie.

## Biographie
Forrest Silva Tucker est né le 23 juin 1920 à Miami en Floride, de Leroy Morgan Tucker (1890-1938) et de Carmen Tucker (née Silva; 1898-1964). Leroy Tucker quitte la famille lorsque Forrest a six ans. Forrest a été élevé à Stuart par sa grand-mère Ellen Silva (née Morgan). Sa première évasion a eu lieu au printemps 1936, après une incarcération pour vol de voiture. Tucker s'est marié trois fois et a eu deux enfants, un garçon et une fille ; aucune de ses femmes n'était au courant de sa carrière criminelle avant d'être informée par la police. Les crimes préférés de Tucker étaient des vols de banque et l'on estime qu'il a volé plus de quatre millions de dollars au cours de sa carrière.
Tucker a été décrit par David Grann dans The New Yorker en 2003 dans un article intitulé Le vieil homme et l'arme qui décrit les derniers vol de banque de Tucker. Vivant dans une communauté de retraités en Floride, à 79 ans et marié pour la troisième fois, il cambriole quatre banques dans la communauté. Il est finalement arrêté en 2000 et condamné à 13 ans de prison. Il est emprisonné au Centre médical fédéral de Fort Worth où il décède le 29 mai 2004.

## Évasions
Forrest Tucker est connu comme un artiste de l'évasion après s'être évadé de prison « 18 fois avec succès et 12 fois sans succès ».
Ancien détenu du pénitencier fédéral d'Alcatraz, Tucker s'échappe d'un hôpital de San Francisco où il avait été temporairement transféré pour y être opéré ; il est capturé quelques heures plus tard, toujours menotté et vêtu d'une chemise d'hôpital. Son évasion la plus célèbre a eu lieu l'été 1979, à la prison de San Quentin en Californie, quand il construit avec deux codétenus un kayak et rame à la vue des gardes. Il a mis quatre ans à être appréhendé au cours desquels il a poursuivi son aventure criminelle avec un gang.